# Зекота

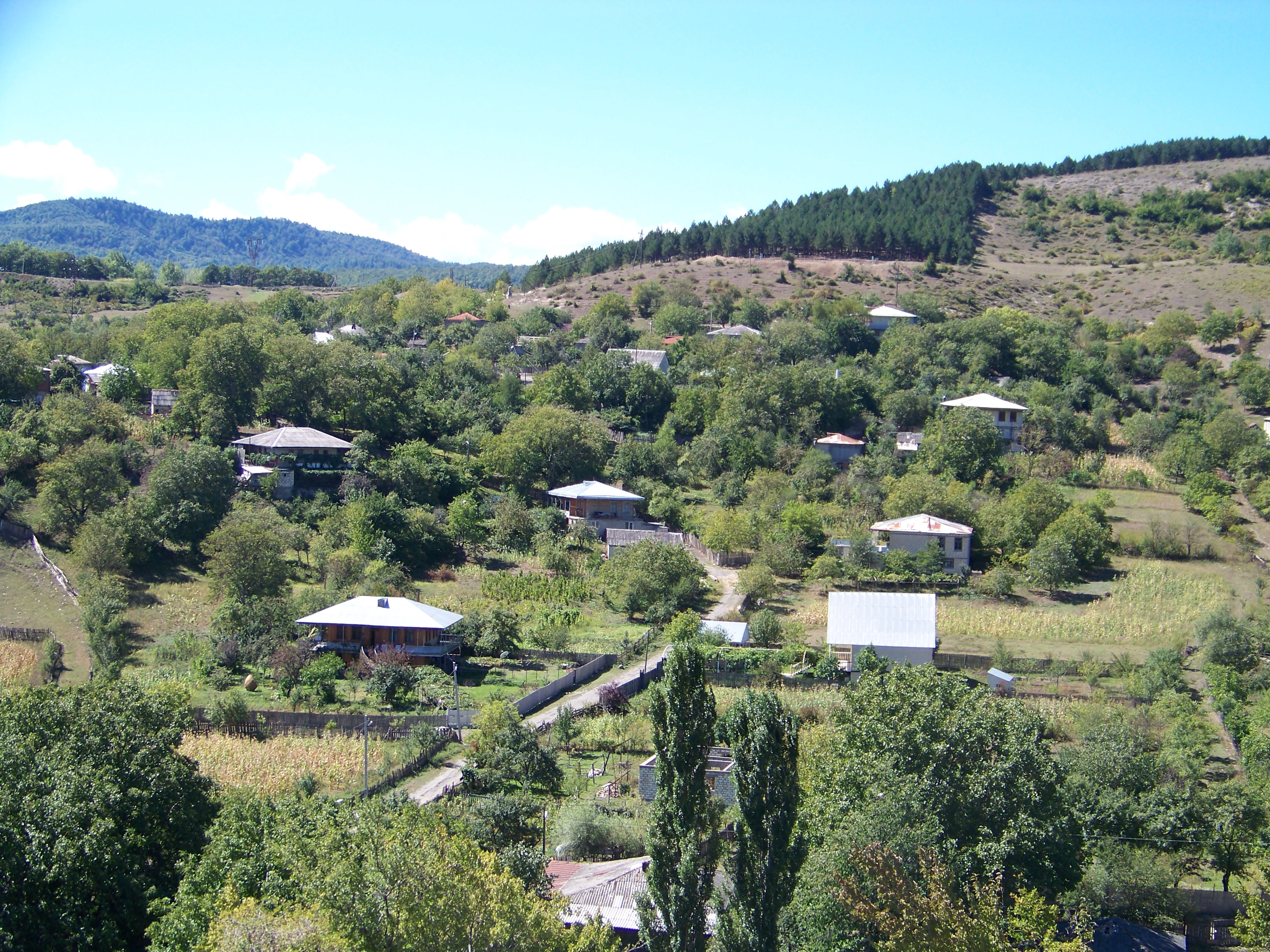
Зекота

Зекота (груз. ზეკოტა) — село в Грузии. Находится в Хашурском муниципалитете края Шида-Картли. Высота над уровнем моря составляет 800 метров. Население — 172 человека (2014).